# 41e parallèle sud
Pour les articles homonymes, voir 41e parallèle.
En géographie, le 41e parallèle sud est le parallèle joignant les points de la surface de la Terre dont la latitude est égale à 41° sud.

## Géographie

### Dimensions
Dans le système géodésique WGS 84, au niveau de 41° de latitude sud, un degré de longitude équivaut à 84,135 km ; la longueur totale du parallèle est donc de 30 289 km, soit environ 76 % de celle de l'équateur. Il en est distant de 4 541 km et du pôle Sud de 5 461 km,.

### Régions traversées
Le 41e parallèle sud passe au-dessus des océans sur environ 96 % de sa longueur.
Le tableau ci-dessous résume les différentes zones traversées par le parallèle, d'ouest en est :
| Zone                           | Début                 | Fin                   | Longueur (km) |
| ------------------------------ | --------------------- | --------------------- | ------------- |
| Océans Atlantique et Indien    | 41° 00′ S, 62° 39′ O  | 41° 00′ S, 144° 37′ E | 17 438        |
| Tasmanie                       | 41° 00′ S, 144° 37′ E | 41° 00′ S, 145° 46′ E | 97            |
| Détroit de Bass                | 41° 00′ S, 145° 46′ E | 41° 00′ S, 146° 58′ E | 101           |
| Tasmanie                       | 41° 00′ S, 146° 58′ E | 41° 00′ S, 148° 19′ E | 114           |
| Océan Pacifique                | 41° 00′ S, 148° 19′ E | 41° 00′ S, 172° 07′ E | 2 002         |
| Île du Sud (Nouvelle-Zélande)  | 41° 00′ S, 172° 07′ E | 41° 00′ S, 173° 01′ E | 76            |
| Baie de Tasman                 | 41° 00′ S, 173° 01′ E | 41° 00′ S, 173° 44′ E | 60            |
| Île du Sud (Nouvelle-Zélande)  | 41° 00′ S, 173° 44′ E | 41° 00′ S, 174° 13′ E | 41            |
| Océan Pacifique                | 41° 00′ S, 174° 13′ E | 41° 00′ S, 174° 56′ E | 60            |
| Île du Nord (Nouvelle-Zélande) | 41° 00′ S, 174° 56′ E | 41° 00′ S, 176° 08′ E | 101           |
| Océan Pacifique                | 41° 00′ S, 176° 08′ E | 41° 00′ S, 73° 57′ O  | 9 248         |
| Amérique du Sud                | 41° 00′ S, 73° 57′ O  | 41° 00′ S, 65° 11′ O  | 738           |
| Golfe San Matías               | 41° 00′ S, 65° 11′ O  | 41° 00′ S, 64° 15′ O  | 79            |
| Amérique du Sud                | 41° 00′ S, 64° 15′ O  | 41° 00′ S, 62° 39′ O  | 135           |

## Villes
Les principales villes situées à moins d'un demi-degré de part et d'autre du parallèle sont :
- Argentine : Carmen de Patagones, San Antonio Oeste, San Carlos de Bariloche, Viedma
- Australie : Burnie, Devonport, Launceston, St Helens, Wynyard
- Chili : Osorno, Puerto Montt
- Nouvelle-Zélande : Blenheim, Lower Hutt, Masterton, Nelson, Upper Hutt, Porirua, Wellington